# Liste der Mitglieder der Deutschen Akademie der Naturforscher Leopoldina/1749
Die Liste der Mitglieder der Deutschen Akademie der Naturforscher Leopoldina für 1749 enthält alle Personen, die im Jahr 1749 zum Mitglied ernannt wurden. Insgesamt gab es fünf neu gewählte Mitglieder.

## Mitglieder
| Nr. | Name                         | Beiname                   | Geboren       | Aufnahme | Gestorben     | Bild | Datenbank |
| --- | ---------------------------- | ------------------------- | ------------- | -------- | ------------- | ---- | --------- |
| 555 | Caspar Leopold Kirchschlager | Demetrius II.             | 1696          | 12. Aug. | 13. Mai 1755  |      | 4604      |
| 556 | Georg Leonhard Huth          | Hygienus III.             | 29. März 1705 | 22. Aug. | 1761          |      | 3943      |
| 557 | Saverio Manetti              | Theophrastus Eresius III. | 12. Nov. 1723 | 28. Aug. | 12. Nov. 1784 |      | 5510      |
| 558 | Johann Wilhelm Widmann       | Dieuches II.              | 1721          | 10. Sep. | 1766          |      | 7269      |
| 559 | Cromwell Mortimer            | Nigidius Figulus II.      |               | 16. Okt. | 15. Jan. 1752 |      | 5736      |

## Hinweis zu den Lebensdaten
In der Liste sind zunächst die Lebensdaten gemäß Archiv der Leopoldina aufgenommen. Die Lebensdaten im Namensartikel können daher von den Lebensdaten in der Liste abweichen.